# Права ЛГБТ в Кыргызстане
Тема гомосексуальности и прав ЛГБТ в Кыргызстане остается полностью закрытой в СМИ и общественных дискуссиях, несмотря на то, что уголовная ответственность за мужеложство отменена в 1998 году. В июне 2015 года парламент Кыргызстана во втором чтении принял законопроект, запрещающий пропаганду нетрадиционных сексуальных отношений. Спустя несколько дней законопроект был, однако, отозван инициаторами. В 2023 году был принят закон о запрете пропаганды нетрадиционных сексуальных отношений среди детей.

## Общественное и правовое положение
В Кыргызстане с 1998 года нет уголовной статьи за гомосексуальные отношения. Тем не менее, по данным организации Human Rights Watch, особенно в южных частях страны, обвинения в мужеложстве нередко предъявляются милицией при задержании гомосексуальных мужчин.
В представленном 29 января 2014 года докладе Human Rights Watch сообщала, что гомо- и бисексуалы подвергаются вымогательству, угрозам, произвольному задержанию, побоям и сексуальным посягательствам со стороны кыргызской милиции. В качестве свидетеля выступил Дастан Касмамытов, рассказавший о том, как милиция вымогала у него деньги, угрожая сделать аутинг его самого и его партнёра. На следующий день после опубликования доклада временно исполняющий обязанности муфтия Кыргызстана Максат Токтомушев выпустил фетву, направленную против гомосексуальности, которая содержала хадис со словами «убейте того, кто делает, и того, с кем делают!», касающимися гомосексуалов.
Бывший министр юстиции Кыргызстана Марат Кайыпов заявил, что хотя религиозные лидеры имеют право на личное мнение, однако они должны брать во внимание воздействие их слов на общество. Правозащитница Толекан Исмаилова выразила опасения о том, что эта фетва может спровоцировать насилие в отношении ЛГБТ, и призвала генеральную прокуратуру Кыргызстана провести расследование. В конце концов, фетва была удалена с сайта Духовного управления, а Токтомушев выступил со словами о том, что текст фетвы не являлся призывом к народу убивать кого-либо.
По данным Human Rights Watch, в Кыргызстане проживает более 18 тысяч представителей ЛГБТ.

## Законопроекты против «пропаганды гомосексуализма»

### Первоначальная версия документа
Законопроект, предусматривающий уголовную ответственность за «формирование положительного отношения к нетрадиционным сексуальным отношениям», был предложен 26 марта 2014 года депутатами Торобаем Зулпукаровым и Курманбеком Дыйканбаевым. Законопоект запрещал распространение информации о «нетрадиционных сексуальных отношениях» в СМИ и предусматривал ограничение организации мирных собраний, посвящённых этой тематике. Несмотря на то, что законопроект не давал чёткого определения «нетрадиционных сексуальных отношений», в качестве примера в его тексте приводились «мужеложство» и «лесбиянство». В целом законопроект схож с российским законом о «пропаганде нетрадиционных сексуальных отношений среди несовершеннолетних», однако в нём не уточняется, что речь идёт о «пропаганде» только среди детей; кроме того, предусматриваются более серьёзные меры наказания, вплоть до лишения свободы сроком до одного года.
22 апреля 2014 года законопроект, против которого была учреждена онлайн-петиция и собраны подписи от 68 киргизских и зарубежных организаций, был отозван самими депутатами по «техническим вопросам».

### Внесение ужесточённой версии
6 мая 2014 года законопроект с новым номером 6-11804/14, который, согласно его преамбуле «определяет недопустимость популяризации гомосексуальных отношений в обществе и пропаганду „гомосексуального образа жизни“» с небольшими изменениями был возвращён его авторами на рассмотрение в Жогорку Кенеш. Кроме того, к ним присоединился депутат Улугбек Кочкоров.
В новой версии документа появилось объяснение того, что следует понимать под «формированием положительного отношения» к «нетрадиционным сексуальным отношениям», а именно «распространение информации, направленной на формирование у лица нетрадиционных сексуальных установок, привлекательности нетрадиционных сексуальных отношений, искажённого представления о социальной равноценности традиционных и нетрадиционных сексуальных отношений, либо навязывание информации о нетрадиционных сексуальных отношениях, вызывающей интерес к таким отношениям, если эти действия не содержат уголовно наказуемого деяния».
Согласно законопроекту, действия, направленные на «формирование положительного отношения к нетрадиционным сексуальным отношениям посредством СМИ, интернета и массовых собраний», будут наказываться штрафами от 800 до 1,5 тысячи кыргызских сомов для физических лиц и от 10 до 30 тысяч сомов для юридических. Кроме того, в отдельных случаях предусматривается лишение свободы сроком до одного года.
17 июня 2014 года Комитет парламента Кыргызстана по правам человека одобрил законопроект. Сама председатель комитета Наталья Никитенко голосовала против законопроекта в связи с «неясной трактовкой норм закона». По её словам, законопроект не поясняет, что значит термин «нетрадиционные отношения». В начале октября 2014 года законопроект также был одобрен парламентским комитетом по образованию, науке, культуре и спорту.
9 октября 2014 года законопроект прошёл первое чтение. За принятие проекта закона проголосовало 79 депутатов Жогорку Кенеш, против — 7. В голосовании приняло участие 86 депутатов из 120 депутатов парламента. В результате обсуждений были высказаны предложения ужесточить законопроект ко второму чтению.
Ввиду того, что законопроект вызвал множество споров в обществе, 4 ноября 2014 года была организована рабочая группа по его доработке. После доработок в законопроект, инициированный Курманбеком Дыйканбаевым («Республика»), Улукбеком Кочкоровым («Ата-Журт»), Торобаем Зулпукаровым (СДПК), были внесены изменения. В частности, лишь в феврале 2015 года впервые было уточнено понятие «нетрадиционных сексуальных отношений», а также указано, что ответственность наступает за пропаганду как среди несовершеннолетних, так и среди взрослых. При этом сохранена как уголовная, так и административная ответственность. Законопроект определяет «нетрадиционные сексуальные отношения» как «сексуальное влечение лиц одного пола и сексуальные связи между ними».
В исправленной версии предлагается дополнить Уголовный кодекс статьёй 260-1 (а не статьёй 133-1 как прежде). В новом варианте также предлагается внести поправки в закон о мирных собраниях, запрещающие собрания, пропагандирующие нетрадиционные сексуальные отношения. Новая версия документа была одобрена Комитетом парламента по законности, правопорядку и борьбе с преступностью.
24 июня 2015 года состоялось второе чтение законопроекта, по результатам которого за документ высказалось 90 депутатов, против — два. При этом голосование прошло без обсуждения, которое должно было пройти 19 июня, но не состоялось. Однако уже через несколько дней стало известно о снятии законопроекта с рассмотрения самими инициаторами для его дополнительного обсуждения и консультаций.
В январе 2016 года стало известно, что законопроект вернулся в парламент, и его третье чтение должно было состояться в ближайшее время.
В марте 2023 года был инициирован законопроект депутата Джамили Исаевой о защите детей, запрещающий пропаганду среди них нетрадиционных сексуальных отношений. Он был принят в первом чтении 7 июня 2023 года, 21 июня — во втором и третьем чтениях, подписан президентом Садыром Жапаровым 14 августа 2023 года.

## ЛГБТ-движение и организации
В Кыргызстане две основные ЛГБТ-организации: «Кыргыз Индиго», основанное в 2009 году как инициативная группа геев, бисексуалов и союзников и официально зарегистрированная в 2010 году, а также «Лабрис», основанное в 2004 году. Обе организации проводят работу по защите прав ЛГБТ, работают с государственными органами, правительством, парламентом, правоохранительными органами, медицинскими специалистами и СМИ.
В Кыргызстане несколько открытых ЛГБТ-активистов, которые выступали публично за права ЛГБТ, но испытали многочисленные угрозы их жизни и здоровью:
- Мира Токушева, ЛГБТ-активистка и феминистка[25][26]
- Дастан Касмамытов, ЛГБТ-активист, сейчас проживающий в Европе[27][28]